# Campionati mondiali di sollevamento pesi 1975
I Campionati mondiali di sollevamento pesi 1975, 49ª edizione della manifestazione, si svolsero a Mosca dal 15 al 23 settembre 1975, e furono considerati validi anche come 56° campionati europei di sollevamento pesi.

## Titoli in palio
| Categoria            | Eventi         | Atleti |
| -------------------- | -------------- | ------ |
| Pesi mosca           | Fino a 52 kg   | 13     |
| Pesi gallo           | Fino a 56 kg   | 15     |
| Pesi piuma           | Fino a 60 kg   | 18     |
| Pesi leggeri         | Fino a 67.5 kg | 28     |
| Pesi medi            | Fino a 75 kg   | 16     |
| Pesi massimi leggeri | Fino a 82.5 kg | 24     |
| Pesi mediomassimi    | Fino a 90 kg   | 18     |
| Pesi massimi         | Fino a 110 kg  | 24     |
| Pesi supermassimi    | Oltre i 110 kg | 13     |

## Nazioni partecipanti
Le nazioni che hanno partecipato ai campionati furono 33 per un totale di 169 atleti partecipanti. Tra questi, la suddivisione continentale è la seguente: 130 atleti europei, 6 americani, 20 asiatici e 13 oceaniani. Tra parentesi i partecipanti per nazione.
- Australia (9)
- Austria (2)
- Belgio (4)
- Bulgaria (9)
- Cecoslovacchia (9)
- Corea del Sud (2)
- Danimarca (2)
- Finlandia (7)
- Francia (8)
- Germania Est (7)
- Germania Ovest (9)
- Giappone (9)
- Grecia (7)
- Iran (7)
- Iraq (2)
- Islanda (1)
- Israele (2)
- Italia (2)
- Jugoslavia (3)
- Norvegia (5)
- Nuova Zelanda (4)
- Paesi Bassi (2)
- Polonia (9)
- Regno Unito (3)
- Romania (7)
- Spagna (3)
- Stati Uniti (5)
- Svezia (5)
- Svizzera (2)
- Trinidad e Tobago (1)
- Turchia (4)
- Unione Sovietica (9)
- Ungheria (9)

## Risultati
Vennero stabiliti due record mondiali: uno nel totale dell'esercizio, uno nelle specialità singole.
| Evento  | Oro                | Oro      | Argento            | Argento  | Bronzo             | Bronzo   |
| 52 kg   | 52 kg              | 52 kg    | 52 kg              | 52 kg    | 52 kg              | 52 kg    |
| ------- | ------------------ | -------- | ------------------ | -------- | ------------------ | -------- |
| Strappo | Zygmunt Smalcerz   | 105,0 kg | Masatomo Takeuchi  | 105,0 kg | Lajos Szűcs        | 100,0 kg |
| Slancio | Zygmunt Smalcerz   | 132,5 kg | Aleksandr Voronin  | 132,5 kg | Lajos Szűcs        | 130,0 kg |
| Totale  | Zygmunt Smalcerz   | 237,5 kg | Aleksandr Voronin  | 232,5 kg | Lajos Szűcs        | 230,0 kg |
| 56 kg   |                    |          |                    |          |                    |          |
| Strappo | Waldemar Korcz     | 112,5 kg | Włodzimierz Jakub  | 112,5 kg | Karel Prohl        | 110,0 kg |
| Slancio | Atanas Kirov       | 145,0 kg | Karel Prohl        | 140,0 kg | Waldemar Korcz     | 140,0 kg |
| Totale  | Atanas Kirov       | 255,0 kg | Waldemar Korcz     | 252,5 kg | Karel Prohl        | 250,0 kg |
| 60 kg   |                    |          |                    |          |                    |          |
| Strappo | Nikolaj Kolesnikov | 125,0 kg | Georgi Todorov     | 125,0 kg | Setsuya Goto       | 122,5 kg |
| Slancio | Georgi Todorov     | 160,0 kg | Takashi Saitō      | 155,0 kg | Antoni Pawlak      | 155,0 kg |
| Totale  | Georgi Todorov     | 285,0 kg | Nikolaj Kolesnikov | 277,5 kg | Antoni Pawlak      | 275,0 kg |
| 67,5 kg |                    |          |                    |          |                    |          |
| Strappo | Zbigniew Kaczmarek | 137,5 kg | Petro Korol'       | 135,0 kg | Mladen Kučev       | 132,5 kg |
| Slancio | Petro Korol'       | 177,5 kg | Zbigniew Kaczmarek | 175,0 kg | Mucharbij Kiržinov | 172,5 kg |
| Totale  | Petro Korol'       | 312,5 kg | Zbigniew Kaczmarek | 312,5 kg | Mladen Kučev       | 302,5 kg |
| 75 kg   |                    |          |                    |          |                    |          |
| Strappo | Jordan Mitkov      | 150,0 kg | Nedelčo Kolev      | 145,0 kg | Peter Wenzel       | 145,0 kg |
| Slancio | Peter Wenzel       | 190,0 kg | Jordan Mitkov      | 182,5 kg | Nedelčo Kolev      | 180,0 kg |
| Totale  | Peter Wenzel       | 335,0 kg | Jordan Mitkov      | 332,5 kg | Nedelčo Kolev      | 325,0 kg |
| 82,5 kg |                    |          |                    |          |                    |          |
| Strappo | Valerij Šarij      | 162,5 kg | Trendafil Stojčev  | 162,5 kg | Péter Baczakó      | 157,5 kg |
| Slancio | Rolf Milser        | 200,0 kg | Valerij Šarij      | 195,0 kg | Trendafil Stojčev  | 195,0 kg |
| Totale  | Valerij Šarij      | 357,5 kg | Trendafil Stojčev  | 357,5 kg | Juhani Avellan     | 350,0 kg |
| 90 kg   |                    |          |                    |          |                    |          |
| Strappo | David Rigert       | 167,5 kg | Michel Broillet    | 167,5 kg | Sergej Poltorackij | 165,0 kg |
| Slancio | David Rigert       | 210,0 kg | Sergej Poltorackij | 207,5 kg | Peter Petzold      | 202,5 kg |
| Totale  | David Rigert       | 377,5 kg | Sergej Poltorackij | 372,5 kg | Peter Petzold      | 362,5 kg |
| 110 kg  |                    |          |                    |          |                    |          |
| Strappo | Valentin Hristov   | 180,0 kg | Vasilij Mažejkov   | 170,0 kg | Jürgen Ciezki      | 170,0 kg |
| Slancio | Valentin Hristov   | 237,5 kg | Vasilij Mažejkov   | 220,0 kg | Jürgen Ciezki      | 220,0 kg |
| Totale  | Valentin Hristov   | 417,5 kg | Vasilij Mažejkov   | 390,0 kg | Jürgen Ciezki      | 390,0 kg |
| +110 kg |                    |          |                    |          |                    |          |
| Strappo | Hristo Plačkov     | 195,0 kg | Vasilij Alekseev   | 187,5 kg | Jürgen Heuser      | 180,0 kg |
| Slancio | Gerd Bonk          | 242,5 kg | Vasilij Alekseev   | 240,0 kg | Jürgen Heuser      | 232,5 kg |
| Totale  | Vasilij Alekseev   | 427,5 kg | Gerd Bonk          | 422,5 kg | Hristo Plačkov     | 420,0 kg |

## Medagliere

### Grandi (totale)
Riferito al totale dell'esercizio: 7 nazioni sono entrate nel medagliere.
| Posiz. | Nazione          | Oro | Argento | Bronzo | Totale |
| ------ | ---------------- | --- | ------- | ------ | ------ |
| 1      | Unione Sovietica | 4   | 4       | 0      | 8      |
| 2      | Bulgaria         | 3   | 2       | 3      | 8      |
| 3      | Polonia          | 1   | 2       | 1      | 4      |
| 4      | Germania Est     | 1   | 1       | 2      | 4      |
| 5      | Cecoslovacchia   | 0   | 0       | 1      | 1      |
| 5      | Finlandia        | 0   | 0       | 1      | 1      |
| 5      | Ungheria         | 0   | 0       | 1      | 1      |
| Totale | Totale           | 9   | 9       | 9      | 27     |

### Grandi (totale) e Piccole (strappo e slancio)
Riferito al totale dell'esercizio e delle due specialità: 10 nazioni sono entrate nel medagliere. 
| Posiz. | Nazione          | Oro | Argento | Bronzo | Totale |
| ------ | ---------------- | --- | ------- | ------ | ------ |
| 1      | Unione Sovietica | 9   | 12      | 2      | 23     |
| 2      | Bulgaria         | 9   | 6       | 6      | 21     |
| 3      | Polonia          | 5   | 4       | 3      | 12     |
| 4      | Germania Est     | 3   | 1       | 8      | 12     |
| 5      | Germania Ovest   | 1   | 0       | 0      | 1      |
| 6      | Giappone         | 0   | 2       | 1      | 3      |
| 7      | Cecoslovacchia   | 0   | 1       | 2      | 3      |
| 8      | Svizzera         | 0   | 1       | 0      | 1      |
| 9      | Ungheria         | 0   | 0       | 4      | 4      |
| 10     | Finlandia        | 0   | 0       | 1      | 1      |
| Totale | Totale           | 27  | 27      | 27     | 81     |

## Classifica a squadre
Il sistema di punteggio è basato sui punti distribuiti per l'esercizio totale in base allo schema adottato nel 1973:
| Pos. | Squadra          | Punti |
| ---- | ---------------- | ----- |
| 1    | Unione Sovietica | 90    |
| 2    | Bulgaria         | 78    |
| 3    | Polonia          | 62    |
| 4    | Germania Est     | 55    |
| 5    | Ungheria         | 48    |
| 6    | Cecoslovacchia   | 32    |
| 7    | Giappone         | 23    |
| 8    | Germania Ovest   | 21    |
| 9    | Finlandia        | 18    |
| 10   | Stati Uniti      | 11    |
| 11   | Svezia           | 10    |
| 12   | Francia          | 9     |
| 12   | Grecia           | 9     |
| 14   | Svizzera         | 7     |
| 15   | Austria          | 6     |
| 15   | Corea del Sud    | 6     |
| 15   | Romania          | 6     |
| 15   | Turchia          | 6     |
| 19   | Spagna           | 5     |
| 20   | Jugoslavia       | 4     |
| 21   | Nuova Zelanda    | 2     |
| 21   | Regno Unito      | 2     |
| 23   | Australia        | 1     |
| 23   | Iran             | 1     |